# Salem (Nebraska)
Salem es una villa ubicada en el condado de Richardson en el estado estadounidense de Nebraska. En el Censo de 2010 tenía una población de 112 habitantes y una densidad poblacional de 69,64 personas por km².

## Geografía
Salem se encuentra ubicada en las coordenadas 40°4′37″N 95°43′43″O / 40.07694, -95.72861. Según la Oficina del Censo de los Estados Unidos, Salem tiene una superficie total de 1.61 km², de la cual 1.61 km² corresponden a tierra firme y (0%) 0 km² es agua.

## Demografía
Según el censo de 2010, había 112 personas residiendo en Salem. La densidad de población era de 69,64 hab./km². De los 112 habitantes, Salem estaba compuesto por el 99.11% blancos, el 0% eran afroamericanos, el 0.89% eran amerindios, el 0% eran asiáticos, el 0% eran isleños del Pacífico, el 0% eran de otras razas y el 0% pertenecían a dos o más razas. Del total de la población el 0% eran hispanos o latinos de cualquier raza.